# Loda (Azerbajdzjan)
Loda är en ort i Azerbajdzjan. Den ligger i distriktet Lerik Rayonu, i den södra delen av landet, 230 km sydväst om huvudstaden Baku. Loda ligger 1 270 meter över havet och antalet invånare är 205.
Terrängen runt Loda är huvudsakligen kuperad, men söderut är den bergig. Närmaste större samhälle är Toradi, 4,4 km sydost om Loda.
Trakten runt Loda består i huvudsak av gräsmarker. Runt Loda är det ganska tätbefolkat, med 129 invånare per kvadratkilometer.